# Nieszpułka zwyczajna
Nieszpułka zwyczajna, nieszpułka jadalna (Mespilus germanica L. lub Crataegus germanica (L.) Kuntze) – gatunek długowiecznych roślin należących do rodziny różowatych, klasyfikowany zwykle dawniej do monotypowego rodzaju nieszpułka Mespilus lub włączany do rodzaju głóg Crataegus. W naturze rośnie w górskich, skalistych lasach na obszarze od Krymu poprzez rejon Kaukazu po Iran i mając niejasny status w Bułgarii, Grecji i południowych Włoszech. Poza tym gatunek rozpowszechniony jest w uprawie i w wielu miejscach dziczejący.

## Morfologia
PokrójKrzew, czasem wyrastający w niskie, osiągające do 6–7 m wysokości drzewo. Pędy czasem z cierniami i krótkopędami.
LiścieSezonowe, skrętoległe, pojedyncze, ogonkowe. Blaszka eliptyczna, czasem klapowana, długości 5–12 cm. Jesienią, tuż przed opadnięciem liście zmieniają kolor na czerwony.
KwiatyRozwijają się pojedynczo późną wiosną, z pąków tworzących się w roku poprzednim. Działek kielicha jest 5, są one trwałe, wąskie, zrośnięte nasadami i dłuższe od płatków korony. Płatków jest 5, są one zwykle białe. Pręcików jest 20–30, ich pylniki są czerwone. Zalążnia jest dolna, powstaje ze zrośnięcia 5 owocolistków, każdy z dwoma zalążkami. Szyjek słupka jest 5.
OwoceJabłkowate (zewnętrzna skórka i miąższ powstaje z dna kwiatowego), kuliste, brązowawe po dojrzeniu, nagie lub omszone, średnicy do 4 cm. Z reguły są twarde, o kwaśnym smaku.

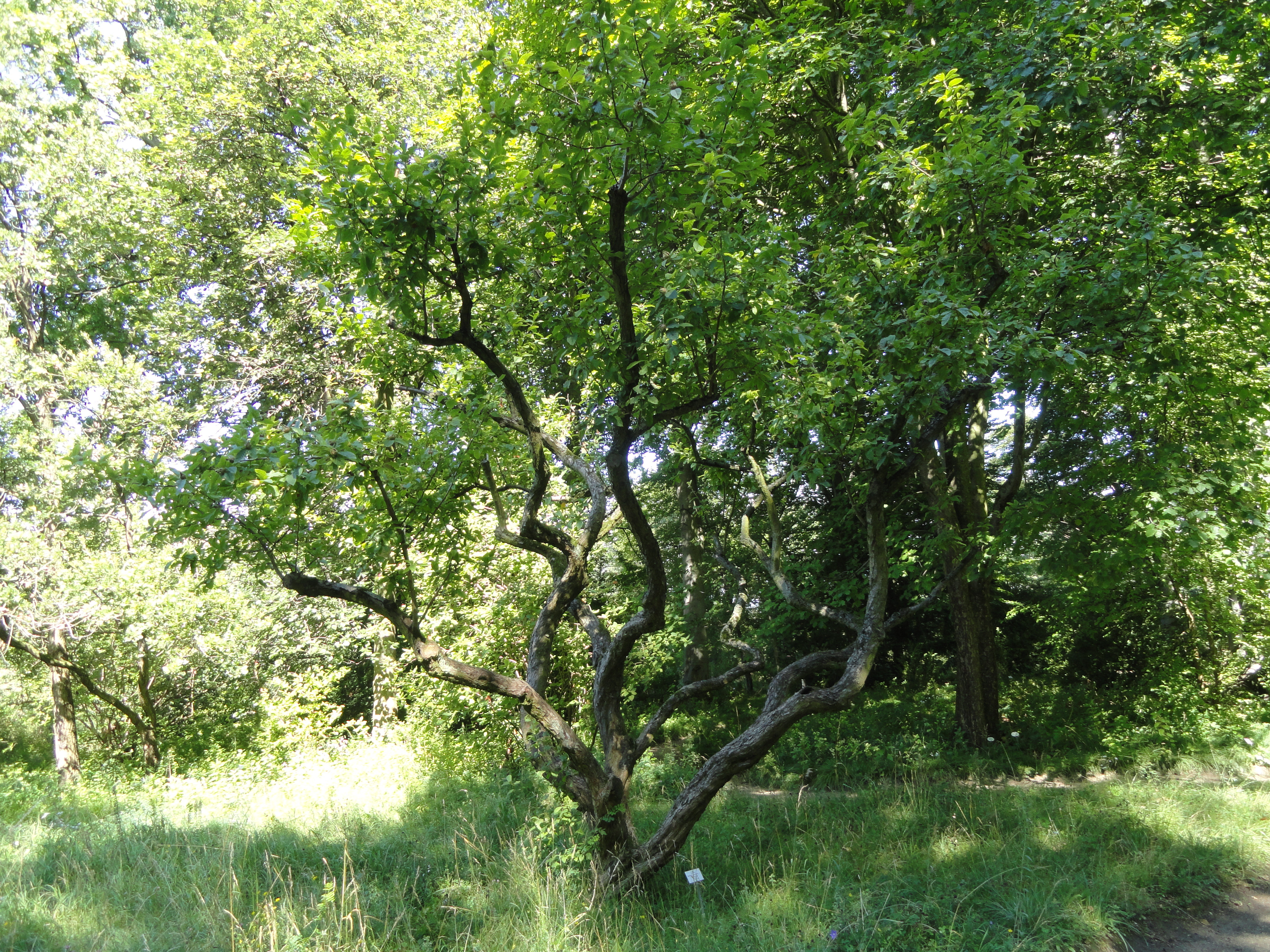
Pokrój
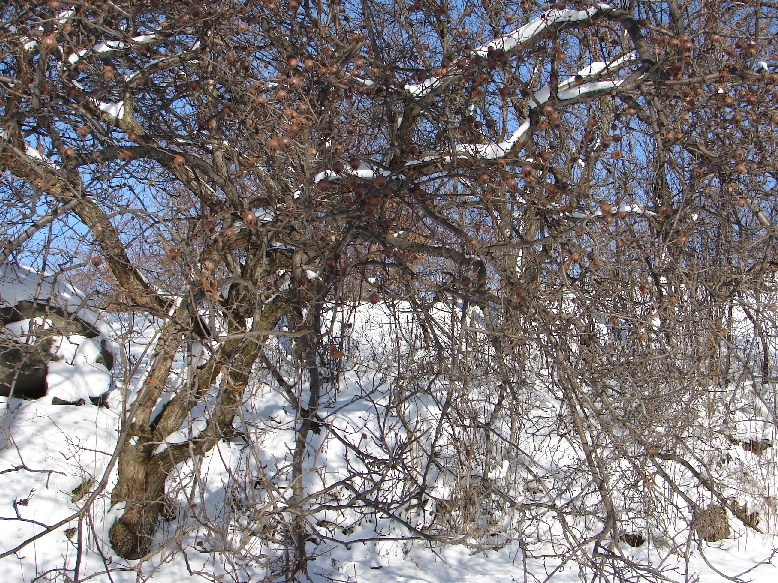
Widok ogólny zimą
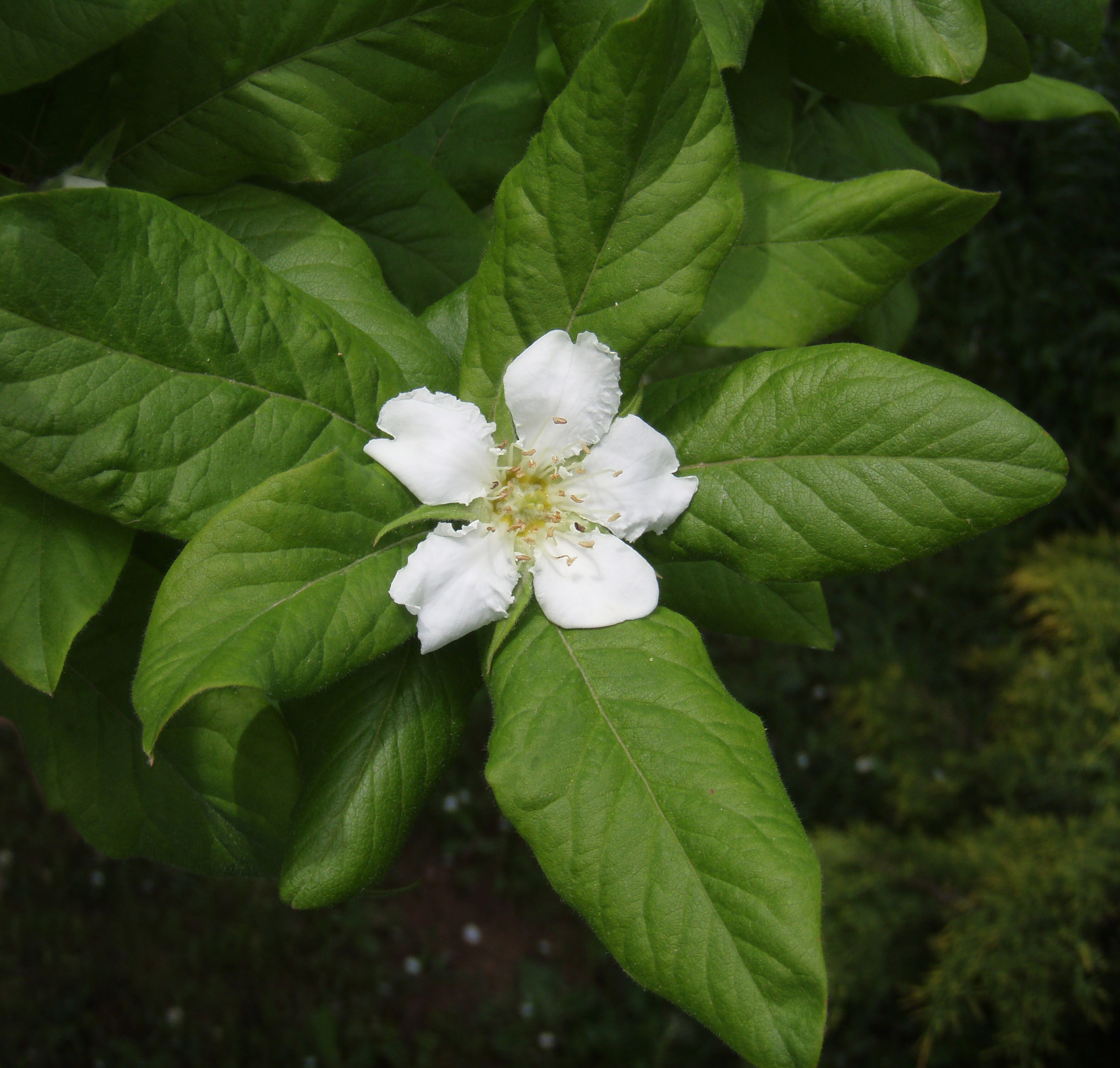
Kwiat
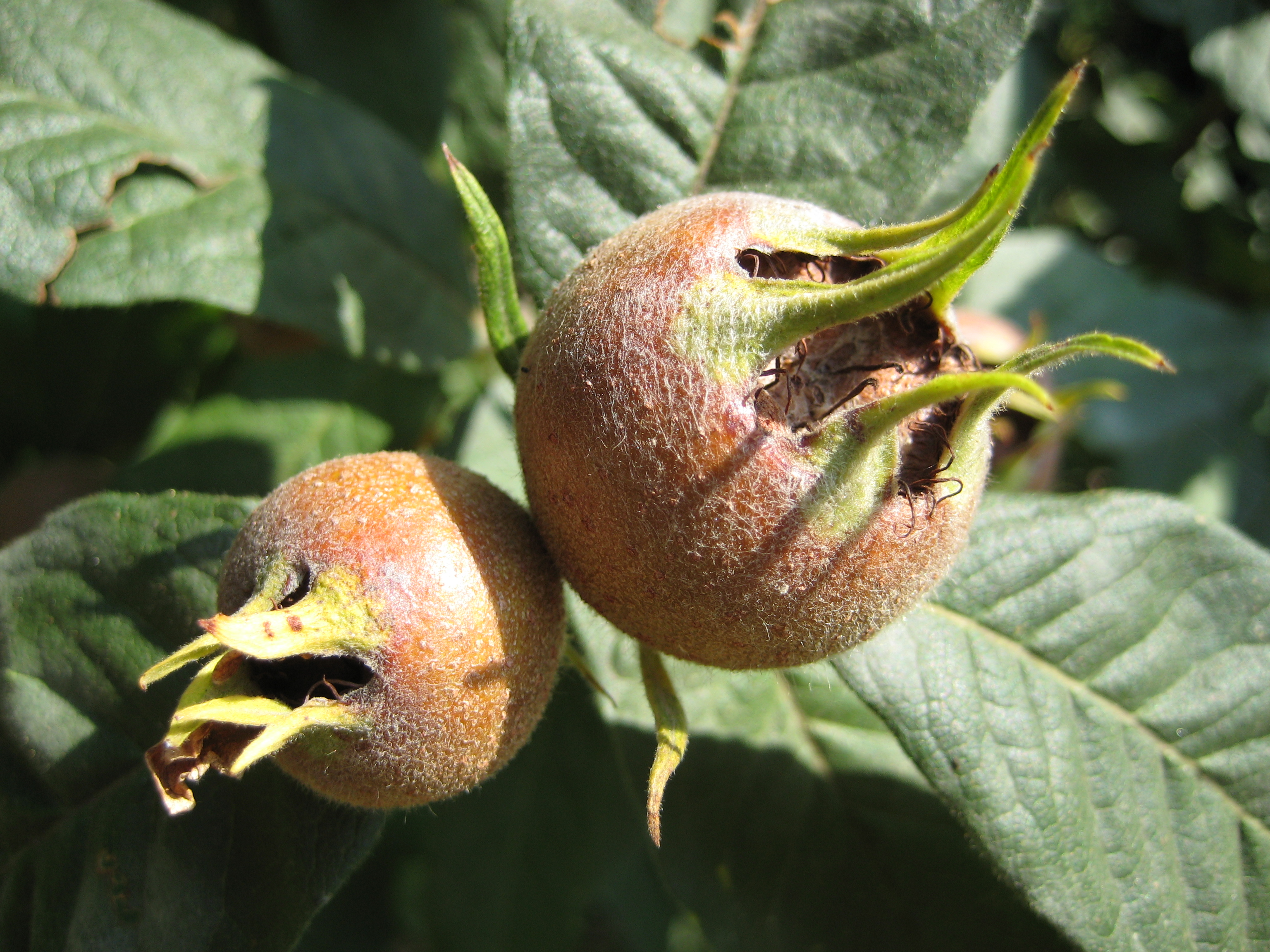
Owoce

## Systematyka
Gatunek klasyfikowany jest w zależności od ujęcia jako przedstawiciel rodzaju nieszpułka Mespilus (pod nazwą M. germanica), albo jako gatunek z rodzaju głóg Crataegus (pod nazwą C. germanica). W drugim wypadku klasyfikowany jest do sekcji Mespilus T.A.Dickinson & E.Y.Y.Lo in E.Y.Y.Lo, Stefanović et T.A.Dickinson, Syst. Bot., 32, 3: 609. 2007 i podrodzaju Mespilus (L.) Ufimov & T.A.Dickinson, Phytologia 102, 3: 2020. Ujęcie to jest dyskusyjne, ponieważ takson zajmuje prawdopodobnie pozycję bazalną w obrębie rodzaju Crataegus, tj. może być wyodrębniany jako rodzaj siostrzany względem rodzaju głóg. Za celowe włączanie tego gatunku do głogów wskazują jednak niektóre analizy molekularne, wedle których bardziej bazalną niż Mespilus pozycję zajmuje Crataegus brachyacantha (wyodrębniany w monotypowy podrodzaj Brevispinae) lub podrodzaj Crataegus (typowy).
W 1990 opisano nowy gatunek z rodzaju Mespilus (M. canescens), który jednak okazał się mieszańcem – w zależności od ujęcia – Crataemespilus ×canescens lub Crataegus × canescens.

## Zastosowanie
- W krajach cieplejszych nieszpułka bywa uprawiana dla jadalnych owoców[12], aczkolwiek jadanych zwykle po ich przemrożeniu, kiedy to stają się słodkie[5]. Była uprawiana już 3000 lat temu na terytorium dzisiejszego Iranu. Później uprawą zajęli się także starożytni Grecy, od nich przejęli ją starożytni Rzymianie. W XVII-XVIII w. zainteresowanie tymi owocami zaczęło maleć i obecnie są mało popularne.
- Gatunek bywa uprawiany w parkach jako roślina ozdobna.

## Uprawa
W Polsce jest w pełni mrozoodporna (strefy mrozoodporności 4-9). Rozmnaża się przez wysiew nasion lub szczepienie. Wymaga stanowiska osłoniętego od silnych wiatrów. Źle toleruje przesadzanie i rośnie powoli, ale jest łatwa w uprawie.